# Джон Овоері
Джон Овоері (англ. John Owoeri, нар. 13 січня 1987, Абуджа) — нігерійський футболіст, нападник фінського клубу «Марієгамн».

## Клубна кар'єра
У дорослому футболі дебютував 2004 року виступами за команду «Бендел Іншуренс», в якій провів один сезон. Своєю грою за цю команду привернув увагу представників тренерського штабу нідерландського «Феєнорда», до складу якого приєднався 2005 року. Втім закріпитись у команді з Роттердама не зумів, через що здавався в оренду у бельгійський «Вестерло», після чого повернувся на батьківщину, де грав за клуби «Еньїмба» та «Гартленд». З першим з них в 2007 році виграв нігерійську Прем'єр-лігу.
2010 року уклав контракт з єгипетським клубом «Еньїмба», у складі якого провів наступний сезон, а потім знову грав у Нігерії за «Саншайн Старз» і «Варрі Вулвз».
2013 року Овоері підписав контракт зі шведським клубом «Отвідабергс ФФ», де провів три сезони, забивши загалом 17 голів у своїх 77 іграх в Аллсвенскан. Після вильоту команди з вищого дивізіону нігерієць перейшов в інший місцевий клуб «Геккен». Тут за сезон Джону вдалося забити 17 разів у 26 зіграних іграх чемпіонату, з яких чотири голи в одній грі проти «Фалькенберга», завдяки чому Овоері став найкращим бомбардиром чемпіонату Швеції.
З початку 2017 року грав у другому китайському дивізіоні за клуби «Баодін Інлі Ітун», «Шанхай Шеньсінь», «Ней Менгу Чжунью», «Шеньсі Чанань» та «Бейдзін БСУ».
У квітні 2022 року Овоері став гравцем фінського клубу «Марієгамн», з яким підписав однорічний контракт.

## Виступи за збірні
Овоері залучався до складу молодіжної збірної Нігерії, з якою став фіналістом молодіжного чемпіонату світу 2005 року в Нідерландах, зігравши на турнірі у 6 матчах команди і забив гол у чвертьфіналі проти Нідерландів (1:1, 10:9 пен.).
10 жовтня 2010 року зіграв свій єдиний матч у складі національної збірної Нігерії, вийшовши на заміну на 60 хвилині замість Стівена Сандея в грі відбору Кубка африканських націй проти Гвінеї (0:1).

## Титули і досягнення

### Командні
- Володар Кубка Нігерії (1):

«Еньїмба»: 2008/09
- Володар Кубка Швеції (1):

«Геккен»: 2015/16

### Індивідуальні
- Найкращий бомбардир чемпіонату Швеції: 2016 (17 голів)